# Tomasz Maruszewski (psycholog)
Tomasz Franciszek Maruszewski (ur. 1946) – profesor na Uniwersytecie SWPS (Wydział Zamiejscowy w Sopocie), doktor habilitowany, psycholog, specjalizujący się w psychologii poznawczej, psychologii emocji, psychologii zarządzania oraz psychologii komunikowania.
W 1968 ukończył studia psychologiczne na Uniwersytecie im. Adama Mickiewicza w Poznaniu, w 1975 obronił na tymże uniwersytecie pracę doktorską i habilitację w 1982 roku. Od 1994 profesor nauk humanistycznych.
Do 1999 wykładał na Uniwersytecie im. Adama Mickiewicza w Poznaniu (Wydział Nauk Społecznych, Instytut Psychologii), przechodząc wszystkie szczeble kariery, do funkcji dyrektora Instytutu Psychologii (1991–1999) włącznie. Był również wykładowcą w Akademii Sztuk Pięknych w Poznaniu (Wydział Komunikacji Multimedialnej, Katedra Intermediów oraz Wydział Edukacji Artystycznej, Katedra Historii i Teorii Sztuki) i w Wyższej Szkole Umiejętności Społecznych w Poznaniu (Wydział Zarządzania). Jest członkiem Polskiej Akademii Nauk, pełni funkcję zastępcy dyrektora Instytutu Psychologii PAN. Współpracuje z redakcją miesięcznika Charaktery.

## Ważniejsze publikacje książkowe
- Mechanizmy zwalczanie stresu egzaminacyjnego i ich indywidualne wyznaczniki, Poznań 1981
- Analiza procesów poznawczych w świetle idealizacyjnej teorii nauki, Poznań 1982
- Psychologia poznawcza, Warszawa 1996
- Emocje – aleksytymia – poznanie, Poznań 1998 (wspólnie z Elżbietą Ścigałą)
- Psychologia poznania, Gdańsk 2001
- Pamięć autobiograficzna, Gdańsk 2005